# 李世珍 (台灣政務官)
李世珍，中華民國政治人物，2022年7月10日獲新竹市代理市長陳章賢任命成為副市長直到蔡麗清就任為止。在成為副市長前，曾任新竹市政府秘書、參議、稅務局局長、財政處處長等職務。